# لاریندو آلمیدا
لاریندو آلمیدا (به انگلیسی: Laurindo Almeida) نوازنده گیتار برزیلی و از پایه‌گذاران بوسانووا و جاز برزیلی بود.